# Valmet M76
Valmet M76 hay Rk 62/76 là súng trường tấn công nạp đạn bằng khí nén được Phần Lan phát triển, nó cũng có bản sử dụng chế độ bắn bán tự động để bán cho dân thường. Được phát triển từ khẩu Rk 62 (Rynnäkkökivääri 62, súng trường tấn công 62) nó là một dòng được sửa đổi của khẩu AK-47. Loại súng này được chế tạo từ năm 1976 đến 1986. Nó được lắp ráp từ các mảnh và tấm kim loại thay vì là các ống được cán dẹp như của Rk 62.
Có tám loại Valmet M76, bốn loại sử dụng đạn 7,62x39mm M43 và bốn loại sử dụng đạn 5,56x45mm NATO. Chúng sử dụng các hộp tiếp đạn chứa 10, 20 hay 30 viên. Phần Lan sử dụng loại sử dụng đạn 7,62x39mm, còn Qatar và Indonesia sử dụng loại sử dụng đạn 5,56 mm.

## Thiết kế
Dòng vũ khí Valmet M62/76 là loại nâng cấp từ thiết kế của AK-47. Từ việc mua bản quyền sản xuất của AK-47, khẩu Valmet đã được tiến hành thiết kế nấng cấp về mọi mặt. Kích cỡ của nó nhỏ hơn các khẩu AK của Liên Xô nhưng vẫn đủ mạnh để giữ được độ tin cậy của mình trong mọi vùng khí hậu. Piston trong bộ phận trích khí có các viên bi nhỏ để giữ cho piston hoạt động một cách mượt mà bên trong ống trích khí và làm cho độ chính xác khi bắn cao hơn. Một bước tiến khác là hệ thống nhắm đã được nâng cấp.
Thước ngắm được đặt giữa bộ phận trích khí trong khi điểm rồi được đặt phía đầu bộ phận trích khí ngay giữa nòng súng. Thước ngắm có thể sử dụng một cách hiệu quả để điều chỉnh khoảng cách ngắm trên chiến trường rộng. Valmet cũng có bộ phận nhìn trong đêm sử dụng tritium ở thước ngắm để có thể tác chiến được ở những nơi có ánh sáng yếu.
Thước ngắm có thể điều chỉnh tầm ngắm lên 600 m và thường thì tầm ngắm chiến đấu tiêu chuẩn là 150 m. Khi muốn chuyển sang bộ phận nhìn trong đêm chỉ việc đè mạnh thước ngắm xuống và đẩy lên phía trên một chốt sẽ bật ra quay thước ngắm vào phía trong và một bộ phận nhìn trong đêm hình vuông sử dụng tritium gắn dưới thước ngắm sẽ quay lên thế chỗ. Trong trường hợp này bộ phận điều khiển khoảng cách ngắm là một con ốc ở bên phải điểm ruồi điều chỉnh điểm ruồi lên cao hay xuống thấp.
Một tính năng khác của Valmet M62/76 là nó có bộ phận chống chớp sáng. Nó giống như một phiên bản lớn hơn của mẫu M-16. Bộ phận chống chớp sáng này có thể gắn thêm lưỡi lê hình dao ngay phía dưới. Bộ phận chống chớp sáng này còn có thêm các khe dọc rất bén dùng để cắt dây cước. Người sử dụng súng chỉ việc móc phần dây kẽm gai vào khe và xoay súng cho đến khi dây cước đứt. Đối với các dây kẽm gai dày thì người sử dụng chỉ việc móc nó vào khe xoay súng một tí để dây căng ra và bắn để đứt dây. Trên khẩu M-16bộ phận chống chớp sáng hình lồng chim bị loại bỏ do nó có xu hướng vướng vào các loại thực vật khi mọc dày đặc làm độ cơ động giảm đi. Đối với khẩu Valmet M62/76 thì cũng có vấn để tương tự tuy nhiên các khe được mài bén giúp nó cắt đứt phần bị vướng của các loại thực vật khiến cho việc di chuyển dễ dàng hơn.
Có hai loại báng súng đặc và gấp. Loại báng súng gấp đôi khi gấy rất nhiều rắc rối đặc biệt là khi chiến đấu luôn bị phản lực bắn đẩy thụt vào phía trong. Vấn đề này không có ở khẩu M62/76 vì nó có bộ phận khóa cố định báng súng gấp rất mạnh. cả hai loại báng súng đều có khe để chứa dụng cụ làm sạch. Và để tránh việc làm cho mặt và tay của người sử dụng bị dính vào súng khi tác chiến trong thời tiết lạnh khi ngắm bắn, một lớp nhựa mỏng được bao bọc toàn bộ thân súng và tay cầm.
Tất cả các biến thể của Valmet M76 đều được sản xuất tại khu công nghiệp Parkerizing.
Bộ phận gia tốc đạn có thể gắn theo tùy loại đạn, loại đạn của NATO có thể gia tốc lên 900 m/s còn loại đạn của Kalashnikov có thể gia tốc lên 719 m/s.

## Các biến thể
Valmet M76 có các biến thể nòng nặng và nhẹ tương đương với việc sử dụng loại đạn 7.62x39mm và 5.56x45mm và cũng có loại sử dụng loại đạn 7.62x51mm NATO nó tương đương với súng máy hạng nhẹ RPK.